# Riccardo Cagna
Pour les articles homonymes, voir Cagna.
Pas d'image ? Cliquez ici

a Compétitions nationales et continentales officielles uniquement.

Dernière mise à jour le 3 juillet 2013.
Riccardo Cagna, né le 1er janvier 1991 à Viadana[réf. nécessaire], est un joueur italien de rugby à XV évoluant  au poste de pilier. Il joue au Rugby Viadana depuis 2012.